# Świdnica Polska
Świdnica Polska (niem. Polnisch Schweinitz) – wieś w Polsce położona w województwie dolnośląskim, w powiecie średzkim, w gminie Kostomłoty.

## Podział administracyjny
W latach 1975–1998 miejscowość administracyjnie należała do województwa wrocławskiego.

## Położenie
Luźno zabudowana wieś położona przy drodze wojewódzkiej nr 346.

## Nazwa
Pierwsza wzmianka o wsi pochodzi z roku 1245, odnotowano istnienie wsi Zuidnica w dokumentach Bistumot. W roku 1303 odnotowano nazwę wsi jako Swidnitz, a w roku 1322 Polnisch Swidnitz. Niemieccy historycy wywodzą nazwę wsi od derenia świdwy, a ówczesną zmianę nazwy chęcią odróżnienia jej od odległego o około 50 km miasta Świdnica. Przedrostek Polska wskazywał prawdopodobnie pochodzenie ludności zamieszkującej wieś.
W kronice łacińskiej Liber fundationis episcopatus Vratislaviensis (pol. Księga uposażeń biskupstwa wrocławskiego) spisanej za czasów biskupa Henryka z Wierzbna w latach 1295–1305 miejscowość wymieniona jest w zlatynizowanej formie Swetetz.
W alfabetycznym spisie miejscowości na terenie Śląska wydanym w 1830 roku we Wrocławiu przez Johanna Knie wieś występuje pod niemiecką nazwą Polnisch Schweidnitz. Niemiecki leksykon geograficzny Neumanna wydany w 1905 roku notuje nazwę miejscowości jako Polnisch Schweidnitz, którą wieś nosiła do roku 1939. Ze względu na związek z Polską nazistowska administracja III Rzeszy usunęła pierwszy człon nazwy Polnisch i wprowadziła nową, niemiecką nazwę Schweinitz b. Kanth

## Historia
W roku 1329 opisano wygląd wsi, jest nim zapis dziesięciny przeznaczonej na budowę kościoła. Od 1335 roku istnieje w Świdnicy Polskiej parafia pw. św. Jadwigi (wcześniej Sankt Hedwige). W roku 1348 biskup wrocławski nabył najwyższe prawo w stosunku do wsi i posiadał je do XIX wieku. W roku 1353 stan posiadania wsi dzielono na 32 włóki, 3 należały do sołtysa, 3 do plebana i 26 do zamieszkujących wieś chłopów. W roku 1786 we wsi znajdowała się parafia, szkoła, sklep i wiatrak, wieś liczyła 219 mieszkańców. W roku 1845 prawa do wsi przeszły z biskupstwa wrocławskiego na rodzinę Wilamowitz-Moellendorf, we wsi mieszkało 326 osób w tym ksiądz i kowal. Przed 1945 we wsi znajdowały się szkoła, poczta, gospoda Thomasa Toska oraz sklep kolonialny. Świdnica Polska słynęła wówczas z wyjątkowo urodzajnych sadów wiśniowych i hodowli bydła mlecznego. W roku 1939 nazwę zmieniono na Schweinitz bei Kanth, wieś wówczas liczyła 446 mieszkańców. Podczas II wojny światowej we wsi pracowali robotnicy przymusowi z Polski i Czech. Wkraczająca w roku 1945 Armia Czerwona sterroryzowała mieszkańców, a kilkoro z nich straciło życie (m.in. rozstrzelano proboszcza Josefa Spittlera).
W 1946 roku ludność niemiecka została wysiedlona, a wieś zasiedlono napływową ludnością polską (część stanowili Polacy z Kresów).
W roku 1787 w Świdnicy Polskiej urodził się Ignaz Ritter.

## Zabytki
Do wojewódzkiego rejestru zabytków wpisany jest:
- kościół parafialny pw. św. Jadwigi wzniesiony w 1749 r., późnobarokowy. Świątynia powstała w miejscu budowli wcześniejszej (parafię erygowano w XIV wieku)[13], gruntownie restaurowana w 1885 r. - XIX w. Kościół orientowany, murowany, jednonawowy, z wieżą od zachodu, prezbiterium węższe, zakończone trójbocznie i nakryte sklepieniem kolebkowym. Bogate wyposażenie wnętrza współczesne z budową obiektu.

inne zabytki:
- stary monolitowy krzyż wmurowany w mur cmentarza przykościelnego; wiek, powód fundacji ani miejsce pierwotnego usytuowania krzyża nie są znane; krzyż opisywany jest często jako tzw. krzyż pokutny, jest to jednak tylko  hipoteza nie poparta żadnymi dowodami lecz wyłącznie nieuprawnionym założeniem, że wszystkie stare kamienne monolitowe krzyże, są krzyżami pokutnymi (pojednania)[14]; w rzeczywistości powód fundacji krzyża może być różnoraki, tak jak każdego innego krzyża
- figura św. Jana Nepomucena z 1722 roku, w pobliżu kościoła. Figura Nepomucena w przyklęku na prawym kolanie. Na lewej ręce święty trzyma krucyfiks, który adoruje. Czworoboczny zdobiony motywami roślinnymi cokół, opisany jest z każdej strony inskrypcjami  głoszącymi  pismem gotyckim chwałę świętego. Na przedniej tablicy widnieje napis: Chwała Janowi z Nepomuka, który życie oddał Wełtawie w 1383 za co otrzymał koronę męczeńską. Twórcą rzeźby jest świdnicki artysta Georg Leonhard Weber[15]
- krzyż dziękczynny z drugiej połowy XIX wieku, znajduje się przy drodze
- kaplica św. Józefa Robotnika z początku XX w.
- domy mieszkalne nr 3, 5, 7, 11, 19, 22, 24, 27, 33, 39, pochodzące z XIX wieku[16].